# A Tree Grows in Springfield
«A Tree Grows in Springfield» (укр. «Дерево росте у Спрінґфілді») — шоста серія двадцять четвертого сезону мультсеріалу «Сімпсони», прем'єра якої відбулась 25 листопада 2012 року у США на телеканалі «Fox».

## Сюжет
Гомер спить у своєму гамаку, але прокидається під дощем. Він заходить у будинок, але виявляє, що всередині також іде дощ. Гомер залишає сім'ю у пошкодженому дощем будинку, щоб відвідати таверну Мо. Коли Мо виявляє, що Гомер засмучений, він телефонує до вечіркового автобуса пива «Кнур», однак навіть Кнурмен не може розвеселити Гомера. До того ж виїжджаючи від Мо Гомер дізнається, що отримав штраф за неправильне паркування…
Гомер приходить додому і з сім'єю вирушає на аукціон для збору коштів для школи, де Ліса купує для нього квиток участі у розіграшу. Хоч Гомер і сумнівнівається, але виграє MyPad.
Гомер обожнює свій новий планшет, і це покращує його настрій. Гомер весь час використовує його, чим починає дратувати Мардж. Якось Гомер під час прогулянки грає на ньому у гру і, не помітивши відкритих люк, падає у нього. В результаті, його MyPad ламається.
Гомер знову засмучений, але наступного дня за столом для сніданку Нед розповідає йому про дерево у саду Сімпсонів. На дереві написано «Надія», що Нед вважає дивом. Гомер спершу сумнівається, але незабаром починає вірити в надію. Гомер починає поширювати інформацію про надію та дерево у своєму саду всім навколо.
Кент Брокман вирішує провести розслідування і довести, що дива не існує. Його команді вдається зняти дерево вночі. На відео видно, як хтось на стовбурі дерева малює сиропом слово «Надія». Мешканці Спрінґфілда почуваються обдуреними, і Гомер знову втрачає радість від життя. Мардж пояснює Гомеру, що головним було те, що надія, яку він відчував, була справжньою. Гомер це розуміє, однак йому стає цікаво, хто все ж це написав? Вони приходять до висновку, що це зробив той, хто знав, що Гомеру найбільше треба надія.
У фінальній сцені вночі показують лунатизм Гомера, під час чого він малює «Надію» на дереві. За цим на своєму MyPad состерігає Бог. Потім Бога відвідує Стів Мобс, який хоче, щоб той оновив свій планшет.

### Логоманія
Наприкінці серії показано сюжет, не пов'язаним зі змістом серії…
Стейсі Малібу та Маленький щасливий Ельф їздять на своїх автомобілях і зупиняються поруч на світлофорі. Ельф і Стейсі намагаються налагодити контакт один з одним, але Здоровань проїжджає по автомобілю Ельфа і займає його місце. У Здорованя і Стейсі побачення, що змушує Ельфа почуватися свмотнім.
Несподівано приходить велетенський Фанзо і починає руйнувати місто. Здоровань ховається, а Фанзо викрадає Стейсі. Ельф рятує Стейсі, виймаючи батарейки у Фанцо. Ельф і Стейсі закохуються, а Берлі залишає Стейсі заради іншої дівчини (малюнку на вантажівці).

## Ставлення критиків і глядачів
Під час прем'єри серію переглянули 7,46 млн осіб з рейтингом 3.3, що зробило її найпопулярнішим шоу на каналі «Fox» тієї ночі.
Роберт Девід Салліван з «The A.V. Club» дав серії оцінку B-, сказавши, що серія «виявлась поверненням до ранніх „Сімпсонів“, у сезон, повен підлого гумору»
Тереза Лопес з «TV Fanatic» дала серії чотири з половиною з п'яти зірок, сказавши, що серія «зосереджена на одному герої, Гомері, і, незважаючи на мою неприязнь до його дедалі сміховинних махінацій, я відчула, що його розповідь про втрачену і повернуту Надію». Водночас, їй не сподобалась «Логоманія» як засіб подовження епізоду.
У грудні 2012 року сценаристку серії Стефані Гілліс було номіновано на премію «Енні» в категорії «Найкращий сценарій анімаційної програми».
Згідно з голосуванням на сайті The NoHomers Club більшість фанатів оцінили серію на 3/5 із середньою оцінкою 2,56/5.